# Vojtěch Kotek
 (juin 2023).
Pour les articles homonymes, voir Kotek.
Vojtěch Kotek, né le 8 janvier 1988 à Prague (Tchécoslovaquie), est un acteur et doubleur tchèque,,.

## Filmographie partielle

### Comme acteur

#### Au cinéma
- 2002 : Únos domů (cs) : Libor
- 2019 : Poslední aristokratka (cs) : Benda
- 2019 : Přes prsty (cs) : présentateur (voix)
- 2019 : Vlastníci (cs) : Mr. Zahrádka
- 2019 : Voyage au bout de la Terre (Amundsen) :  Karl Feucht
- 2021 : Bird Atlas (Atlas ptáků) d'Olmo Omerzu : David
- 2021 : Kurz manželské touhy (cs) : Guru Mazel[4]
- 2022 : Betlémské světlo (cs) : Matej / Mário Písecký[5]
- 2022 : Princezna zakletá v čase 2 (cs)
- Radio Prague, les ondes de la révolte (Vlny) : Diensbier (en cours de production)

#### À la télévision
- 2004 : Pojišťovna štěstí (cs)
- 2013 : Sacrifice
- 2015 : Labyrinthe
- 2016 : Mordparta (cs)
- 2016 : Docteur Martin (cs)
- 2017-2021 : Marie-Thérèse d'Autriche : François Ier (Franz Stephan) (mini-série télévisée, 5 épisodes)
- 2020 : Hvezda : voix (téléfilm)
- 2020 : Mikyr's amazing journey on the internet (cs) : Vojtech Kotek (série télévisée, 1 épisode)
- 2020 : Einstein - Prípady nesnesitelného génia (en) : Filip Koenig (série télévisée, 7 épisodes)
- 2020 : O vánoční hvězdě (cs) : Vasek (téléfilm)
- 2022 : Guru (en) (Gourou) : guru Marek Jaros (mini-série télévisée, 3 épisodes)[6]
- 2022 : Ledviny bez viny : inspektor Páleník (téléfilm)
- 2022 : Dobré zprávy (cs) : David Friedl (série télévisée, 1 épisode)

### Réalisation
- 2009 : Ctrl Emotion (cs)  (court métrage, aussi scénariste)
- 2013 : Nevinné lži (cs)  (série télévisée, 1 épisode)
- 2013 : Ondřej Gregor Brzobohatý (cs) : And the Oscar Goes To  (clip musical)
- 2014 : Michal Hrůza (cs) : Snehulák  (clip musical, aussi scénariste)
- 2015 : Padesátka (cs)
- 2018 : TH!S : L (Lemmy)  (clip musical, aussi scénariste)
- 2018 : TH!S : Wooden She  (clip musical, aussi scénariste)

## Récompenses et distinctions
- 2020 : nommé aux Lions tchèques dans la catégorie Meilleur rôle secondaire masculin (Muzský herecký výkon ve vedlejsí roli) pour Vlastníci (cs)